# Il gelato dopo il mare
Il gelato dopo il mare è il quarto album in studio del cantautore italiano Renzo Rubino, pubblicato il 31 marzo 2017.
Il 9 febbraio 2018, in vista della partecipazione del cantautore al Festival di Sanremo con il brano Custodire, viene pubblicata una riedizione dell'album con l'aggiunta del brano in questione e dell'inedito Difficile.

## Tracce
1. Fiabe – 0:56
2. La vita affidata all'oroscopo della Gazzetta – 2:48
3. Cosa direbbe Lucio – 2:45
4. La la la – 2:55
5. Giungla – 3:07
6. Colpa del tempo – 3:16
7. Il segno della croce – 3:08
8. Superinutile – 3:43
9. Ridere – 3:39
10. Sbatto la testa – 2:23
11. Margarita – 3:29
12. Pregare – 22:09 – traccia fantasma

Tracce bonus nella riedizione del 2018
1. Difficile – 2:58
2. Custodire – 3:33

## Classifiche
| Classifica (2017) | Posizione massima |
| ----------------- | ----------------- |
| Italia            | 34                |